# Hokus Pokus
Hokus Pokus (angelehnt an den Zauberspruch Hokuspokus) ist das Debütalbum des deutschen Hip-Hop-Trios 257ers. Es erschien am 1. April 2009 als kostenfreier Download und am 4. Dezember 2009 als kostenpflichtige Spätzle-Edissn. Am 10. Oktober 2014 wurde die Spätzle Edissn über das Düsseldorfer Label Selfmade Records als Re-Edissn erneut veröffentlicht.

## Produktion
An der Produktion des Albums waren zehn bzw. 13 Produzenten beteiligt. Voddi steuerte zwei bzw. fünf Produktionen bei, während vier bzw. zwei Beats von den Beatjunkies stammen. Krizz Dallas und Marvelous produzierten vier bzw. drei Songs und die Produzenten Johnny Illstrument sowie G. Cloud schufen drei bzw. ein Instrumental. Je ein Lied wurde von Joshimixu, Rizbo, Hollywood Hank und Delicious produziert. Andy Rush, Croup und DJ Luk produzierten außerdem je einen Song der Spätzle-Edissn.

## Gastbeiträge
Auf vier bzw. drei Liedern von Hokus Pokus sind neben den 257ers andere Künstler vertreten. So hat der Rapper Favorite Gastauftritte bei den Songs Sahnecremetorte bzw. Sahnecremetorte RMX und Kein Fick auf Schule. Der Rapper Jason ist in dem Track Was erzählt ihr zu hören und der Rapper Hollywood Hank hat auf dem nur auf der Standard-Edition enthaltenen Stück Aldimenschen einen Gastbeitrag.

## Unterschiede zwischen den Editionen
Die Standard-Edition enthält insgesamt 24 Titel, während die Spätzle-Edissn nur 22 Anspielstationen besitzt. So sind auf der Spätzle-Edissn Remixe der Lieder Sahnecremetorte und Watta Fikki sowie die neuen Songs Persönlicher Weckruf, Definition of AKK! und Springt! zu finden, wogegen die Tracks Dein Arsch, Badda So (Sarra Wo), Aldimenschen, Reppscheiss und Abriss (RMX) fehlen.

## Titelliste

### Standard-Edition
| #  | Titel                             | Gastbeiträge   | Produzent                  | Länge |
| -- | --------------------------------- | -------------- | -------------------------- | ----- |
| 1  | Intro                             |                | Voddi                      | 0:48  |
| 2  | Regenbogen                        |                | Marvelous                  | 3:37  |
| 3  | Abra Kadabra (Hokus Pokus)        |                | Krizz Dallas und Marvelous | 4:23  |
| 4  | Zauberstab                        |                | Krizz Dallas               | 3:34  |
| 5  | Jewlz da Hoodwatcher Skit         |                | Johnny Illstrument         | 2:31  |
| 6  | Watta Fikki                       |                | Marvelous                  | 3:30  |
| 7  | Scheisse + behindert              |                | G. Cloud                   | 3:37  |
| 8  | Wambo Number Drei                 |                | Delicious                  | 3:40  |
| 9  | Neverlandranch                    |                | Voddi                      | 3:28  |
| 10 | Abriss                            |                | Marvelous                  | 3:52  |
| 11 | Sahnecremetorte                   | Favorite       | Johnny Illstrument         | 4:07  |
| 12 | Rockos modernes Leben             |                | Beatjunkies                | 2:27  |
| 13 | Dein Arsch                        |                | Krizz Dallas               | 3:42  |
| 14 | Ey jo Mike                        |                | G. Cloud                   | 2:31  |
| 15 | Was erzählt ihr                   | Jason          | Joshimixu                  | 3:49  |
| 16 | Läckmiamarsh                      |                | Beatjunkies                | 3:39  |
| 17 | Perlen mit Glatze                 |                | Beatjunkies                | 2:22  |
| 18 | Jewlz da Hoodwatcher Skit 2       |                | Krizz Dallas               | 1:42  |
| 19 | Badda So (Sarra Wo)               |                | G. Cloud                   | 2:52  |
| 20 | Aldimenschen                      | Hollywood Hank | Hollywood Hank             | 3:32  |
| 21 | Reppscheiss                       |                | Johnny Illstrument         | 1:42  |
| 22 | Abriss RMX                        |                | Beatjunkies                | 3:46  |
| 23 | Hoodwatcher Outro                 |                |                            | 2:42  |
| 24 | Kein Fick auf Schule (Bonustrack) | Favorite       | Rizbo                      | 3:46  |

### Spätzle-Edissn

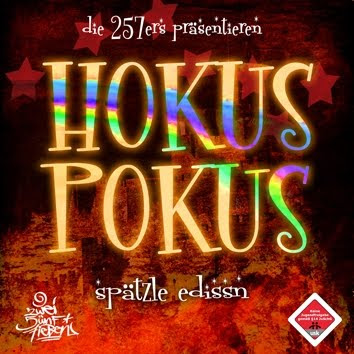
Cover der Spätzle Edissn

| #  | Titel                       | Gastbeiträge | Produzent                  | Länge |
| -- | --------------------------- | ------------ | -------------------------- | ----- |
| 1  | Intro                       |              | Voddi                      | 0:48  |
| 2  | Regenbogen                  |              | Marvelous                  | 3:37  |
| 3  | Abra Kadabra                |              | Krizz Dallas und Marvelous | 4:23  |
| 4  | Zauberstab                  |              | Krizz Dallas               | 3:34  |
| 5  | Watta Fikki RMX             |              | Voddi                      | 3:30  |
| 6  | Jewlz da Hoodwatcher Skit 1 |              | Johnny Illstrument         | 2:31  |
| 7  | Scheiße & behindert         |              | G. Cloud                   | 3:37  |
| 8  | Persönlicher Weckruf        |              | Andy Rush                  | 3:40  |
| 9  | Sahnecremetorte RMX         | Favorite     | Voddi                      | 4:46  |
| 10 | Abriss                      |              | Marvelous                  | 3:52  |
| 11 | Neverlandranch              |              | Voddi                      | 3:28  |
| 12 | Wambo Number Drei           |              | Delicious                  | 3:46  |
| 13 | Ey yo Mike                  |              | Croup                      | 2:31  |
| 14 | Was erzählt ihr             | Jason        | Joshimixu                  | 3:49  |
| 15 | Jewlz da Hoodwatcher Skit 2 |              | Krizz Dallas               | 1:42  |
| 16 | Läckmiamarsh                |              | Delicious                  | 3:39  |
| 17 | Rockos modernes Leben       |              | Beatjunkies                | 2:27  |
| 18 | Perlen mit Glatze           |              | Beatjunkies                | 2:22  |
| 19 | Definition of AKK!          |              | DJ Luk                     | 3:42  |
| 20 | Kein Fick auf Schule        | Favorite     | Rizbo                      | 3:46  |
| 21 | Springt!                    |              | Voddi                      | 3:32  |
| 22 | Outro                       |              |                            | 2:42  |

## Videos
Zu vier Liedern von Hokus Pokus wurden Videos gedreht. Diese sind Läckmiamarsh, Regenbogen, Kein Fick auf Schule und Persönlicher Weckruf.

## Rezeption
| Professionelle Bewertungen | Professionelle Bewertungen |
| -------------------------- | -------------------------- |
| Kritiken                   |                            |
| Quelle                     | Bewertung                  |
| hiphop-jam.net             | [ 6 ]                      |

Die Website hiphop-jam.net bewertete Hokus Pokus (Spätzle-Edissn) mit 3,5 von möglichen fünf Punkten:

„Auf „Hokus Pokus (Spätzle Edissn)“ feiern die 257ers sich selber, haben Spaß und unterhalten den Hörer auf ihre eigene Weise. Den Jungs kann man ohne Probleme nachsagen, dass sie rappen können und eigenständig sind. […] Sie […] schaffen es ihre teils plumpen, teils niveaulosen Texte an den Mann zu bringen, wobei ihr Anliegen diese Tatsache wohl auch vollkommen ignorieren dürfte. Jedenfalls macht das Album Spaß und kann auch schon mal mehrere Runden im Player der Wahl drehen.“